# Whitehaven
Whitehaven é uma cidade e paróquia civil do distrito de Copeland, no Condado de Cúmbria, na Inglaterra. Sua população é de 23.811 habitantes (2015).
Esta cidade georgiana, situada na costa oeste de Cumbria, foi uma das primeiras cidades planejadas pós-renascimento no país. Construída com base no transporte marítimo e na mineração, ambas as indústrias declinaram, mas Whitehaven é, no entanto, uma cidade atraente e uma das 40 Gem Towns na Inglaterra.
O desenvolvimento de Whitehaven deve muito à família Lowther, foi Sir John Lowther, inspirado nos projetos de Christopher Wren para reconstruir Londres após o Grande Incêndio de 1666, que traçou o sistema de grade original de ruas e especificou o tipo de casas a serem construídas . Muitos historiadores acreditam que o sistema de ruas de Nova York é inspirado no sistema de grade de Whitehavens.
Em Flatt Walks, olhando para a Lowther Street, fica a antiga casa de Sir John Lowther, conhecida como  "O Castelo"  desde o início do século XVIII. O edifício tornou-se Hospital Whitehaven em 1926 e agora é uma habitação. Foi projetado por Robert Adam, o arquiteto mais moderno de seu período.